# 3 Szpital Okręgowy

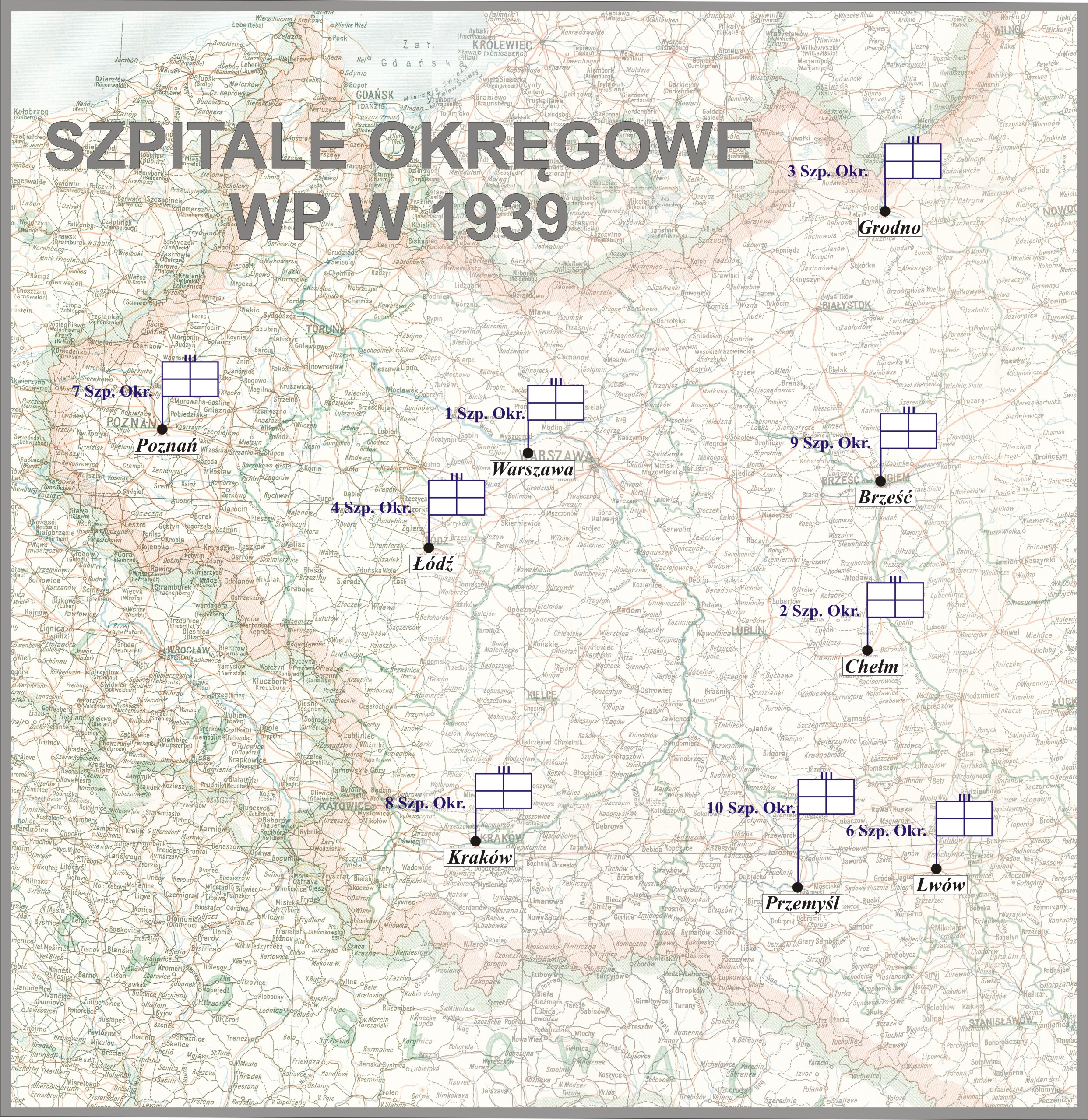
Szpitale Okręgowe WP w 1939

3 Szpital Okręgowy – jednostka organizacyjna służby zdrowia Wojska Polskiego II Rzeczypospolitej.
Zadaniem 3 Szpitala Okręgowego w Wilnie było leczenie wojskowych i osób uprawnionych do leczenia wojskowego Okręgu Korpusu nr III. Szpital dysponował ambulatorium dentystycznym, chirurgicznym, okulistycznym, laryngologicznym oraz przychodnią ogólną dla chorych. Komendant szpitala posiadał uprawnienia dowódcy pułku.
Minister spraw wojskowych wydał rozkaz nr O.I.Szt.Gen. 7980 Org. Częściowa likwidacja zakładów służby zdrowia, w którym między innymi nakazał dowódcy Okręgu Korpusu Nr III zredukować z dniem 25 lipca 1924 roku liczbę łóżek w szpitalu do 500.
29 kwietnia 1926 roku minister spraw wojskowych polecił dowódcy Okręgu Korpusu Nr III utworzyć filię 3 Szpitala Okręgowego w Druskienikach na 40 łóżek. Filia miała funkcjonować od 15 maja do 15 września 1926 roku.

## Struktura organizacyjna
Organizacja szpitala w 1923:
- komendant, kancelaria i komisja gospodarcza,
- oficer administracji budynków i magazynów,
- oddziały chorych i pracowni klinicznych: chorób wewnętrznych, zakaźny, chirurgiczny, ginekologiczny, dermatologiczny, oddział neurologiczny, okulistyczny i laryngologiczny;
- pracownia bakteriologiczna
- pracownia rentgenowska,
- prosektorium,
- ambulatorium dentystyczne,
- apteka okręgowa,
- trzy plutony obsługi sanitarnej

Szpital posiadał 600 łóżek.

## Kadra szpitala
Komendanci szpitala
- ppłk lek. Szcz. Ordyłowicz (był w 1923)[1]
- ppłk dr Dionizy Krechowicz (był w 1939)

### Obsada personalna w marcu 1939 roku
Ostatnia „pokojowa” obsada personalna 3 Szpitala Okręgowego w Grodnie:
- komendant szpitala – ppłk dr Dionizy Krechowicz
- starszy ordynator oddziału chirurgicznego – mjr dr Adam Kiełbiński
- starszy ordynator oddziału wewnętrznego – mjr dr Wacław Pancerzyński
- ordynator oddziału skórno-wenerycznego – kpt. dr Leon Bogusław Garliński
- starszy ordynator oddziału ocznego – mjr dr Kazimierz II Maciejewski
- starszy ordynator oddziału zakaźnego – mjr dr Michał Henryk Truskowski (*)[b]
- starszy ordynator oddziału nerwowego – mjr dr Walenty Antoni Dębski
- kierownik pracowni dentystycznej – kpt. dr Ildefons Karwowski
- kierownik pracowni bakteriologiczno-chemicznej – mjr dr Michał Henryk Truskowski
- kierownik apteki – kpt. mgr Wacław Pawłowski
- na praktyce szpitalnej – kpt. dr Czesław Narkowicz
- pomocnik komendanta ds. gospodarczych – kpt. Mieczysław Wiktor Woźniak
- oficer gospodarczy –  por. int. Ludwik Aleksander Różycki
- dowódca plutonu gospodarczego – por. Stanisław Bejner-Bejnarowicz
- kapelan – kpl. ks. Wiktor Judycki

Kadra zapasowa 3 Szpitala Okręgowego Sokółka
- komendant kadry –  płk dr Piotr Aleksander Garszyński
- lekarz kadry –  por. lek. Jerzy Terlecki
- oficer mobilizacyjny – por. Stanisław Mazoń
- oficer ewidencji personalnej – por. Aleksander Smolicz
- oficer gospodarczy – kpt. Stanisław  Wyciślak
- oficer materiałowy – por. mgr Zdzisław Stefan Józef Kostrzeński
- zastępca oficera materiałowego – vacat
- dowódca kompanii szkolnej – kpt. Antoni Małyszko
- dowódca I plutonu – kpt. Romuald Adolf Horoszowski

### Ofiary zbrodni katyńskiej
Biogramy zamordowanych znajdują się na stronie internetowej Muzeum Katyńskiego
| Nazwisko i imię | stopień                  | zawód                     | miejsce pracy przed mobilizacją     | zamordowany              |
| Oficerowie służby stałej                                                                                                  | Oficerowie służby stałej | Oficerowie służby stałej  | Oficerowie służby stałej            | Oficerowie służby stałej |
| --- | ------------------------ | ------------------------- | ----------------------------------- | ------------------------ |
| Karwowski Ildefons | kpt. lek. dr             |                           |                                     | BLK                      |
| Maciejewski Kazimierz II                                                                                                  | mjr lek. dr              |                           |                                     | Charków                  |
| Pawłowski Wacław | kpt. farm. mgr           |                           |                                     | Charków                  |
| Terlecki Jerzy | por. lek.                |                           |                                     | Charków                  |
| Truskowski Michał | mjr lek. dr              |                           |                                     | Charków                  |
| Oficerowie rezerwy, pospolitego ruszenia i stanu spoczynku posiadający przydział do Kadry Zapasowej 3 Szpitala Okręgowego |                          |                           |                                     |                          |
| Berlinerblau Leopold | ppor. rez.               | dr nauk medycznych        |                                     | Katyń                    |
| Brandwajn Hieronim | ppor. rez.               | lekarz ginekolog          | Szpital Żydowski w Warszawie        | Katyń                    |
| Brejte Wacław | ppor. rez.               | farmaceuta                | właściciel apteki w Warszawie       | Katyń                    |
| Cygański Adam | ppor. rez.               | lekarz dentysta           | Instytut i Kasa Chorych w Warszawie | Katyń                    |
| Hajdenberg Józef | ppor. rez.               | farmaceuta, mgr           | właściciel apteki w Warszawie       | Katyń                    |
| Mućko Jan | ppor. rez.               | farmaceuta, mgr           |                                     | Katyń                    |
| Ocrasso Zygmunt | ppor. rez.               | lekarz                    |                                     | Katyń                    |
| Oficjalski Piotr | ppor. rez.               | pracownik naukowy         | Zakład Chemii Organicznej USB       | Katyń                    |
| Rubinsztejn Izrael | ppor. rez.               | lekarz                    | praktyka w Grajewie                 | Katyń                    |
| Salomonowicz Stefan | kpt. rez.                | lekarz                    |                                     | Katyń                    |
| Sauczek Henryk | ppor. rez.               | farmaceuta, mgr           | apteka w Warszawie                  | Katyń                    |
| Sliozberg Juliusz | ppor. rez.               | lekarz, dr                |                                     | Katyń                    |
| Szymeńczyk Łazarz | ppor. rez.               | farmaceuta, mgr           | apteka miejska w Bielsku Podlaskim  | Katyń                    |
| Zapolski-Downar | ppor. rez.               | lekarz chirurg            | praktyka w Wilnie                   | Katyń                    |
| Żołnierowicz Józef | ppor. rez.               | farmaceuta, mgr           | Ministerstwo Zdrowia                | Katyń                    |
| Aron Benno | por. rez.                | lekarz                    | praktyka w Warszawie                | Charków                  |
| Cieślak Henryk | ppor. rez.               | nauczyciel                | Szkoła w Łyszczykach                | Charków                  |
| Domagalski Kazimierz | ppor. rez.               | lekarz                    |                                     | Charków                  |
| Engliszer Aleksander | ppor. rez.               | dr nauk medycznych        |                                     | Charków                  |
| Fell Leon | ppor. rez.               | dr nauk medycznych        |                                     | Charków                  |
| Fogelbaum Jakub Julian | ppor. rez.               | dr nauk medycznych        |                                     | Charków                  |
| Gawdzik Zygmunt | ppor. rez.               | farmaceuta, mgr           | wł. apteki w Puławach               | Charków                  |
| Kalitowicz Bronisław | major rez.               | dr nauk medycznych        |                                     | Charków                  |
| Lewin Mejer | ppor. rez. mgr           | lekarz                    |                                     | Charków                  |
| Lothe Noach | ppor. rez.               | dr nauk medycznych        |                                     | Charków                  |
| Łakiński Edmund | major w st. sp.          | lekarz dr nauk medycznych |                                     | Charków                  |
| Łętkowski Aleksander | kpt. rez.                | farmaceuta, mgr           | wł. apteki w Sterdyni               | Charków                  |
| Łobza Władysław | por. rez.                | dr nauk medycznych        | Uniwersytet Wileński                | Charków                  |
| Łogosz Włodzimierz | kpt. adm. st. sp.        | oficer stanu spoczynku    |                                     | Charków                  |
| Papp Leon | ppor. rez.               | lekarz                    |                                     | Charków                  |
| Siemiaszko Władysław | ppor. rez.               | lekarz                    |                                     | Charków                  |
| Starczewski Wacław | ppor. rez.               | dr nauk medycznych        |                                     | Charków                  |
| Tarasiewicz-Tarasiuk Stefan                                                                                               | por. rez.                | lekarz                    | praktyka w Grodnie                  | Charków                  |
| Wyczałkowski Aleksander                                                                                                   | ppor. adm. rez.          | nauczyciel                | gimnazjum w Płocku                  | Charków                  |
| Wysocki Wacław | por. rez.                | dr nauk medycznych        | Pogotowie Ratunkowe w Wilnie        | Charków                  |
| Zdrojewski Zygmunt | por. rez.                | dr nauk medycznych        | Szpital Przemienienia Pańskiego     | Charków                  |
| Trzeciak Mieczysław | kpt. rez.                | lekarz                    | praktyka w Kaliszu                  | Kalinin                  |